# Szafari rali
A Szafari rali (Safari Rally) egy raliverseny Kenyában. Először 1953-ban rendezték meg, East African Coronation Safari néven, II. Erzsébet brit királynő koronázásának ünnepléseként. 1960-tól East African Safari Rally néven rendezték a versenyt, majd 1974-ben kapta meg a jelenleg is használt Safari Rally nevet. Shekhar Mehta öt alkalommal (1973, 1979-1982) nyerte meg a ralit, ezzel ő a legsikeresebb versenyző a Szafari rali történetében. 
Az esemény sok éven keresztül a rali-világbajnokság naptárában szerepelt. 2003-tól az afrikai ralibajnokság része.

## Győztesek

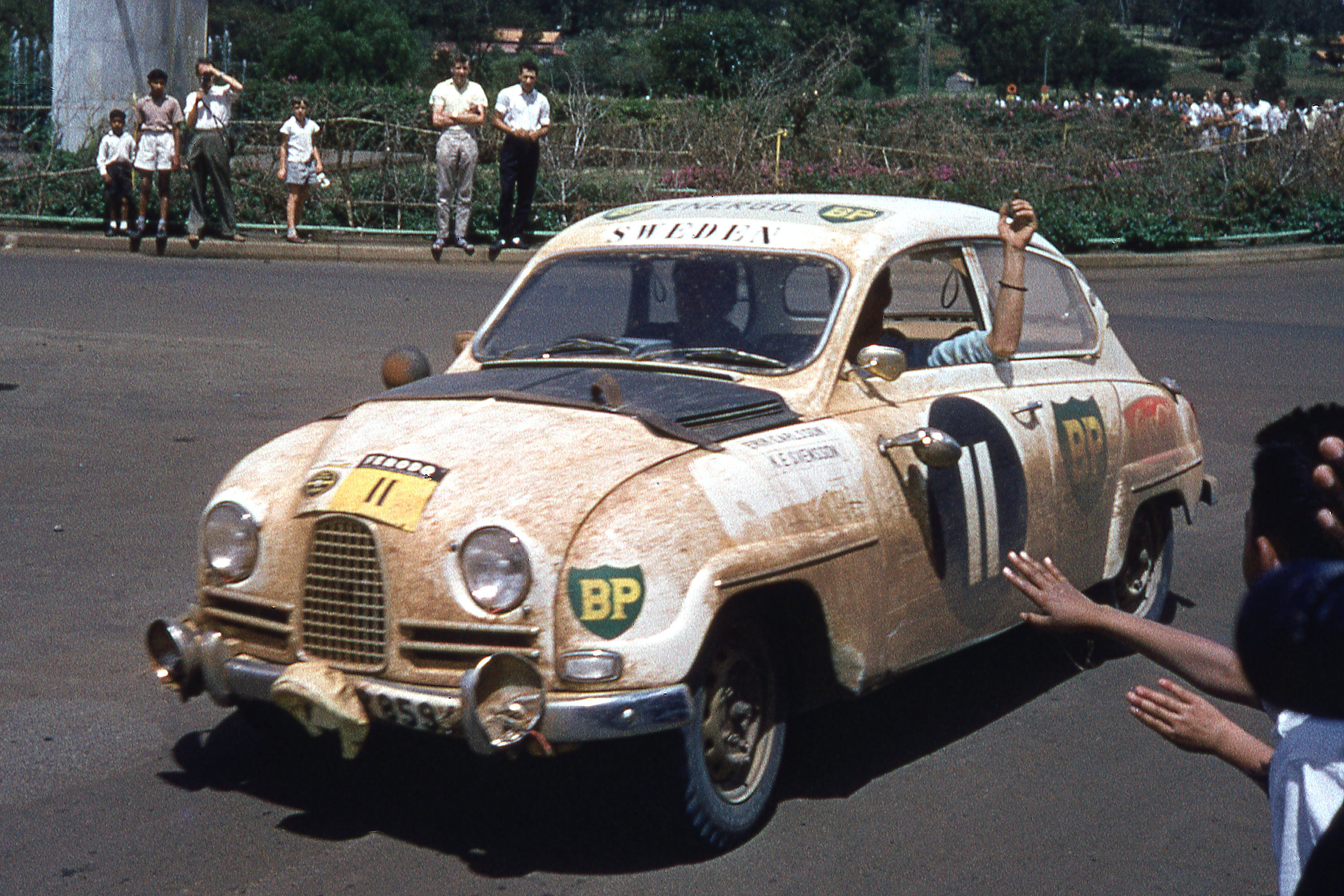
A svéd Erik Carlsson egy Saab 96-os autóval indult az 1962-es megmérettetésen.

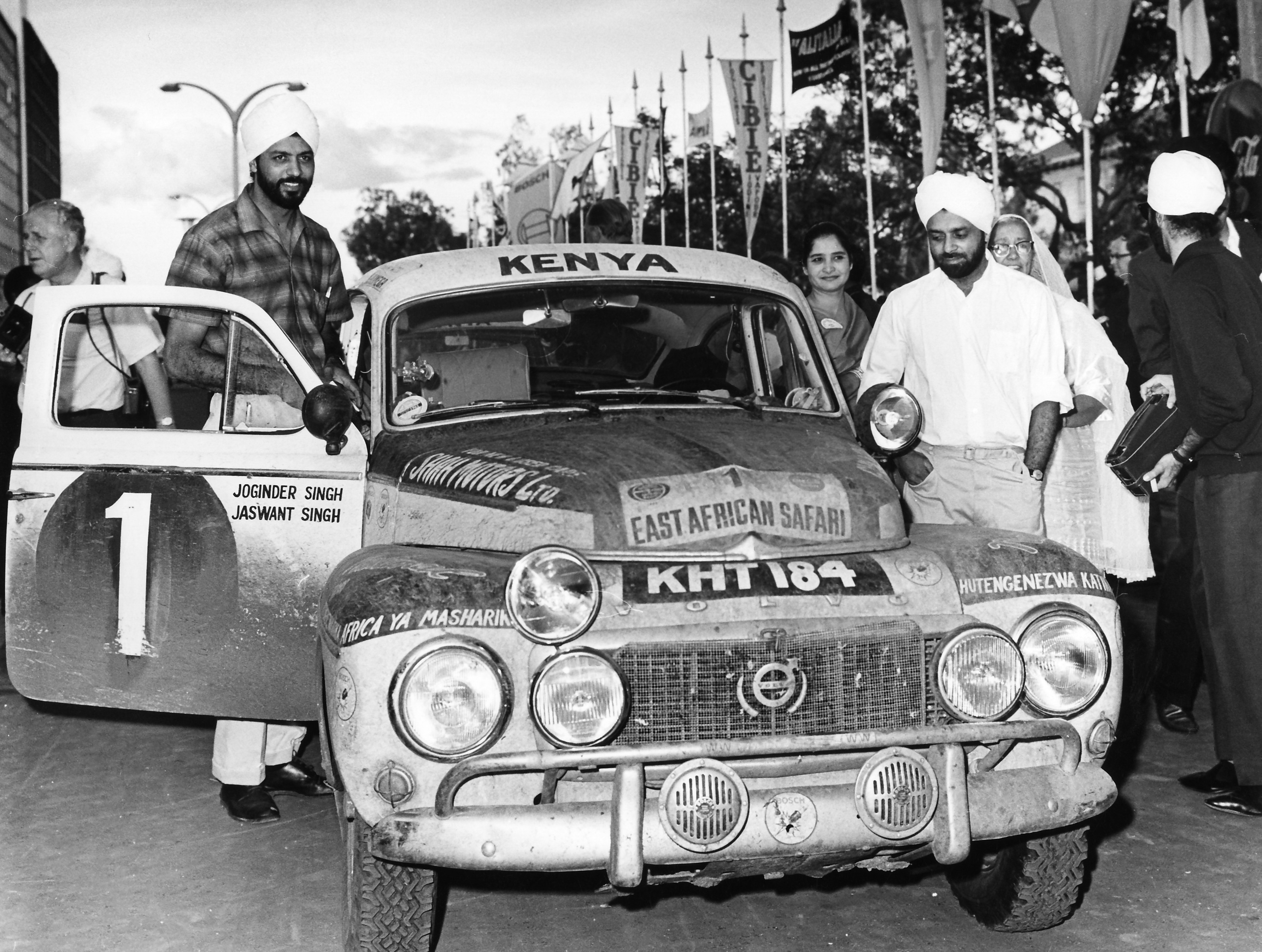
Joginder és Jaswant Singh, akik egy Volvo PV 544-es gépjárművel értek el a győzelmet 1965-ben.

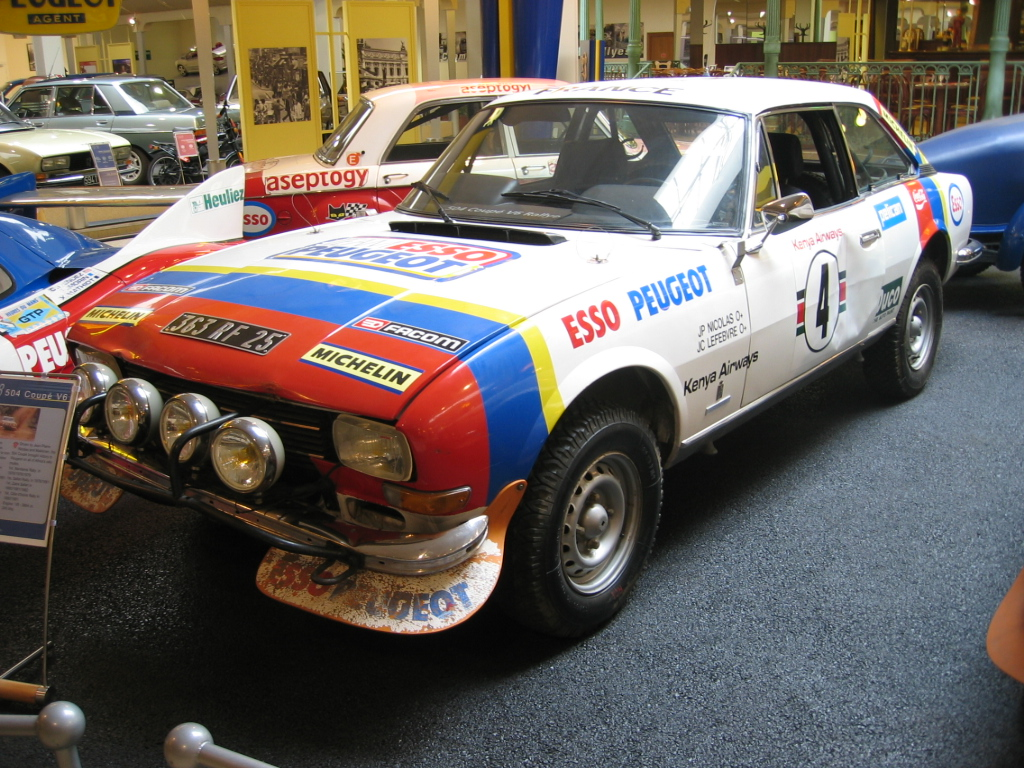
A Peugeot 504 coupé V6, amely győzelemhez segítette a francia Jean-Pierre Nicolas-t.

| Év   | Megnevezés / Dátum                                        | Győztes versenyző / Navigátor                                                           | Győztes autó                                                                                      | Státusz    |
| ---- | --------------------------------------------------------- | --------------------------------------------------------------------------------------- | ------------------------------------------------------------------------------------------------- | ---------- |
| 1953 | 1st Coronation Safari Rally                               | Alan Dix Johnny Larsen                                                                  | Volkswagen Bogár                                                                                  |            |
| 1954 | 2nd Coronation Safari Rally                               | D P Marwaha Vic Preston Sr                                                              | Volkswagen Bogár                                                                                  |            |
| 1955 | 3rd Coronation Safari Rally                               | Vic Preston Sr D P Marwaha                                                              | Ford Zephyr                                                                                       |            |
| 1956 | 4th Coronation Safari Rally                               | Eric Cecil Tony Vickers                                                                 | DKW                                                                                               |            |
| 1957 | 5th Coronation Safari Rally                               | Gus Hofmann Arthur Burton                                                               | Volkswagen Bogár                                                                                  |            |
| 1958 | 6th Coronation Safari Rally                               | T. Brooke Peter Hughes Arne Kopperud Kora Kopperud Morris Temple-Boreham Mike Armstrong | Ford Anglia 100E (Impala osztály) Ford Zephyr II (Lion osztály) Auto Union 1000 (Leopard osztály) |            |
| 1959 | 7th Coronation Safari Rally                               | Bill Fritschy Jack Ellis                                                                | Mercedes-Benz 219                                                                                 |            |
| 1960 | 8th East African Safari Rally                             | Bill Fritschy Jack Ellis                                                                | Mercedes-Benz 219                                                                                 |            |
| 1961 | 9th East African Safari Rally                             | John Manussis Bill Coleridge David Bekett                                               | Mercedes-Benz 220SE                                                                               |            |
| 1962 | 10th East African Safari Rally                            | Tommy Fjastad Bernhard Schmider                                                         | Volkswagen 1200                                                                                   |            |
| 1963 | 11th East African Safari Rally                            | Nick Nowicki Paddy Cliff                                                                | Peugeot 404                                                                                       |            |
| 1964 | 12th East African Safari Rally                            | Peter Hughes Bill Young                                                                 | Ford Cortina GT                                                                                   |            |
| 1965 | 13th East African Safari Rally                            | Joginder Singh Jaswant Singh                                                            | Volvo PV 544                                                                                      |            |
| 1966 | 14th East African Safari Rally                            | Bert Shankland Chris Rothwell                                                           | Peugeot 404                                                                                       |            |
| 1967 | 15th East African Safari Rally                            | Bert Shankland Chris Rothwell                                                           | Peugeot 404                                                                                       |            |
| 1968 | 16th East African Safari Rally                            | Nick Nowicki Paddy Cliff                                                                | Peugeot 404                                                                                       |            |
| 1969 | 17th East African Safari Rally                            | Robin Hillyar Jock Aird                                                                 | Ford Taunus 20M RS                                                                                |            |
| 1970 | 18th East African Safari Rally                            | Edgar Herrmann Hans Schüller                                                            | Datsun 1600 SSS                                                                                   |            |
| 1971 | 19th East African Safari Rally                            | Edgar Herrmann Hans Schüller                                                            | Datsun 240Z                                                                                       |            |
| 1972 | 20th East African Safari Rally (március 30. – április 3.) | Hannu Mikkola Gunnar Palm                                                               | Ford Escort RS1600                                                                                | IMC        |
| 1973 | 21st East African Safari Rally (április 19–23.)           | Shekhar Mehta Lofty Drews                                                               | Datsun 240Z                                                                                       | WRC        |
| 1974 | 22nd East African Safari Rally (április 11–15.)           | Joginder Singh David Doig                                                               | Mitsubishi Lancer 1600 GSR                                                                        | WRC        |
| 1975 | 23rd Safari Rally (március 27–31.)                        | Ove Andersson Arne Hertz                                                                | Peugeot 504                                                                                       | WRC        |
| 1976 | 24th Safari Rally (április 15–19.)                        | Joginder Singh David Doig                                                               | Mitsubishi Lancer 1600 GSR                                                                        | WRC        |
| 1977 | 25th Safari Rally (április 7–11.)                         | Björn Waldegård Hans Thorszelius                                                        | Ford Escort RS1800                                                                                | WRC        |
| 1978 | 26th Safari Rally (március 23–27.)                        | Jean-Pierre Nicolas Jean-Claude Lefèbvre                                                | Peugeot 504 V6 Coupé                                                                              | WRC        |
| 1979 | 27th Safari Rally (április 12–16.)                        | Shekhar Mehta Mike Doughty                                                              | Datsun 160J                                                                                       | WRC        |
| 1980 | 28th Safari Rally (április 3–7.)                          | Shekhar Mehta Mike Doughty                                                              | Datsun 160J                                                                                       | WRC        |
| 1981 | 29th Safari Rally (április 16–29.)                        | Shekhar Mehta Mike Doughty                                                              | Nissan Violet GT                                                                                  | WRC        |
| 1982 | 30th Marlboro Safari Rally (április 8–12.)                | Shekhar Mehta Mike Doughty                                                              | Nissan Violet GT                                                                                  | WRC        |
| 1983 | 31st Marlboro Safari Rally (március 30. – április 4.)     | Ari Vatanen Terry Harryman                                                              | Opel Ascona 400                                                                                   | WRC        |
| 1984 | 32nd Marlboro Safari Rally (április 19–23.)               | Björn Waldegård Hans Thorszelius                                                        | Toyota Celica TCT                                                                                 | WRC        |
| 1985 | 33rd Marlboro Safari Rally (április 4–8.)                 | Juha Kankkunen Fred Gallagher                                                           | Toyota Celica TCT                                                                                 | WRC        |
| 1986 | 34th Marlboro Safari Rally (március 29. – április 2.)     | Björn Waldegård Fred Gallagher                                                          | Toyota Celica TCT                                                                                 | WRC        |
| 1987 | 35th Marlboro Safari Rally (április 16–20.)               | Hannu Mikkola Arne Hertz                                                                | Audi 200 Quattro                                                                                  | WRC        |
| 1988 | 36th Marlboro Safari Rally (március 31. – április 4.)     | Miki Biasion Tiziano Siviero                                                            | Lancia Delta Integrale                                                                            | WRC        |
| 1989 | 37th Marlboro Safari Rally (március 23–27.)               | Miki Biasion Tiziano Siviero                                                            | Lancia Delta Integrale                                                                            | WRC        |
| 1990 | 38th Marlboro Safari Rally (április 11–16.)               | Björn Waldegård Fred Gallagher                                                          | Toyota Celica GT-4 ST165                                                                          | WRC        |
| 1991 | 39th Martini Safari Rally (március 27. – április 1.)      | Juha Kankkunen Juha Piironen                                                            | Lancia Delta Integrale 16V                                                                        | WRC        |
| 1992 | 40th Martini Safari Rally (március 27. – április 1.)      | Carlos Sainz Luis Moya                                                                  | Toyota Celica Turbo 4WD                                                                           | WRC        |
| 1993 | 41st Trustbank Safari Rally (április 8–12.)               | Juha Kankkunen Juha Piironen                                                            | Toyota Celica Turbo 4WD                                                                           | WRC        |
| 1994 | 42nd Trustbank Safari Rally (március 31. – április 4.)    | Ian Duncan David Williamson                                                             | Toyota Celica Turbo 4WD                                                                           | WRC        |
| 1995 | 43rd Safari Rally (április 14–17.)                        | Fudzsimoto Josio Arne Hertz                                                             | Toyota Celica Turbo 4WD                                                                           | 2LWC       |
| 1996 | 44th Safari Rally (április 5–7.)                          | Tommi Mäkinen Seppo Harjanne                                                            | Mitsubishi Lancer Evolution 3                                                                     | WRC        |
| 1997 | 45th Safari Rally (március 1–3.)                          | Colin McRae Nicky Grist                                                                 | Subaru Impreza WRC                                                                                | WRC        |
| 1998 | 46th Safari Rally (február 28. – március 2.)              | Richard Burns Robert Reid                                                               | Mitsubishi Carisma GT Evo 4                                                                       | WRC        |
| 1999 | 47th Safari Rally (február 26–28.)                        | Colin McRae Nicky Grist                                                                 | Ford Focus                                                                                        | WRC        |
| 2000 | 48th Sameer Safari Rally (február 25–27.)                 | Richard Burns Robert Reid                                                               | Subaru Impreza WRC                                                                                | WRC        |
| 2001 | 49th Safari Rally (július 20–22.)                         | Tommi Mäkinen Risto Mannisenmäki                                                        | Mitsubishi Lancer Evo 6                                                                           | WRC        |
| 2002 | 50th Inmarsat Safari Rally (július 12–14.)                | Colin McRae Nicky Grist                                                                 | Ford Focus                                                                                        | WRC        |
| 2003 | 51st KCB Safari Rally (október 9–11.)                     | Glen Edmunds Titch Phillips                                                             | Mitsubishi Lancer Evolution 6                                                                     | ARC        |
| 2004 | 52nd KCB Safari Rally (március 12–14.)                    | Carl Tundo Tim Jessop                                                                   | Subaru Impreza                                                                                    | ARC        |
| 2005 | 53rd KCB Safari Rally (július 15–17.)                     | Glen Edmunds Des Page-Morris                                                            | Mitsubishi Lancer Evolution 7                                                                     | ARC        |
| 2006 | 54th KCB Safari Rally (március 24–26.)                    | Azar Anwar George Mwangi                                                                | Mitsubishi Lancer Evolution 6                                                                     | ARC        |
| 2007 | 55th KCB Safari Rally (március 9–11.)                     | Conrad Rautenbach Peter Marsh                                                           | Subaru Impreza N10                                                                                | IRC és ARC |
| 2008 | 56th KCB Safari Rally (június 27–29.)                     | Lee Rose Piers Daykin                                                                   | Mitsubishi Lancer Evolution 9                                                                     | ARC        |
| 2009 | 57th KCB Safari Rally (április 3–5.)                      | Carl Tundo Tim Jessop                                                                   | Mitsubishi Lancer Evolution IX                                                                    | IRC és ARC |
| 2010 | 58th KCB Safari Rally (április 2–4.)                      | Lee Rose Piers Daykin                                                                   | Mitsubishi Lancer Evolution IX                                                                    | ARC        |
| 2011 | 59th KCB Safari Rally (június 17–19.)                     | Carl Tundo Tim Jessop                                                                   | Mitsubishi Lancer Evolution IX                                                                    | ARC        |
| 2012 | 60th KCB Safari Rally (június 8–10.)                      | Carl Tundo Tim Jessop                                                                   | Mitsubishi Lancer Evolution IX                                                                    | ARC        |
| 2013 | 61st KCB Safari Rally (július 5–7.)                       | Baldev Chager Ravi Soni                                                                 | Mitsubishi Lancer Evolution X                                                                     | ARC        |
| 2014 | 62nd KCB Safari Rally (szeptember 12–14.)                 | Baldev Chager Ravi Soni                                                                 | Mitsubishi Lancer Evolution X                                                                     | ARC        |
| 2015 | 63rd KCB Safari Rally (április 4–5.)                      | Singh Chatthe Jaspreet Panesar Gurdeep                                                  | Mitsubishi Lancer Evolution X R4                                                                  | KRC        |
| 2016 | 64th KCB Safari Rally (június 10–11.)                     | Singh Chatthe Jaspreet Panesar Gurdeep                                                  | Mitsubishi Lancer Evolution X R4                                                                  | KRC        |
| 2017 | 65th Safari Rally (március 17–18.)                        | Tapio Laukkanen Gavin Laurence                                                          | Subaru Impreza WRX STi 4 D R4                                                                     | ARC & KRC  |
| 2018 | 66th Safari Rally (március 16–18.)                        | Carl Tundo Tim Jessop                                                                   | Mitsubishi Lancer Evolution X R4                                                                  | ARC & KRC  |
| 2019 | 67th Safari Rally (július 5–7.)                           | Baldev Chager Ravi Soni                                                                 | Mitsubishi Lancer Evolution X R4                                                                  | ARC & KRC  |
| 2020 | 68th Safari Rally (július 16–19.)                         | A koronavírus-járvány miatt elmaradt.                                                   | A koronavírus-járvány miatt elmaradt.                                                             | WRC        |
| 2021 | 68th Safari Rally (június 24–27.)                         | Sébastien Ogier Julien Ingrassia                                                        | Toyota Yaris WRC                                                                                  | WRC        |
| 2022 | 69th Safari Rally (június 23–26.)                         | Kalle Rovanperä Jonne Halttunen                                                         | Toyota GR Yaris Rally1                                                                            | WRC        |
| 2023 | 70th Safari Rally (június 22–25.)                         | Sébastien Ogier Vincent Landais                                                         | Toyota GR Yaris Rally1                                                                            | WRC        |
| 2024 | 71th Safari Rally (március 28–31.)                        | Kalle Rovanperä Jonne Halttunen                                                         | Toyota GR Yaris Rally1                                                                            | WRC        |

Magyarázat: 
- IMC = Gyártók nemzetközi bajnoksága
- WRC = Rali-világbajnokság
- ARC = Afrikai ralibajnokság
- IRC = Interkontinentális ralibajnokság
- KRC = Kenyai ralibajnokság

## Külső hivatkozások
- Az Afrikai ralibajnokságról az fia.com honlapján
- A KMSF hivatalos honlapja
- A Szafari rali győztesei